# The Dungeons Are Calling
A The Dungeons Are Calling az amerikai Savatage 1984-ben megjelent lemeze, mely az Egyesült Királyságban 1985-ben látott napvilágot. Habár az EP hosszúságú anyagot a Combat/ Atlantic 1984-ben adta ki, a dalok többsége már 1979 óta a zenekar koncertprogramjának szerves részét képezték. Néhány dal hallható volt a korábban megjelent Live In Clearwater és City Beneath The Surface EP-ken is. A lemezen hallható dalok azonos témáválasztása következtében konceptlemeznek is emlegetik a kiadványt, melynek címadó dala a kábítószer használata során keletkezett negatív hatásokról szól. Erre utal a borító is, melyen egy emberi koponya és egy házi készítésű fecskendő látható. A címadó dal szövege számos metaforát tartalmaz, melyek többsége rendszerint félreértéseknek ad okot.
A dalokat a debütáló Sirens rögzítésével egyidőben vették fel a Florida államban található tampai Morrisound Studios-ban.
Egyes nézetek szerint a Sirens album és a The Dungeons Are Calling EP jelenti a death metal műfaj első, embrionális állapotát. Ez a túlzásoktól sem mentes kijelentés erősen megkérdőjelezhető, ennek ellenére mindkét anyag jelentős hatást gyakorolt az évtized második felében felbukkant floridai death metal zenekarokra.
1994-ben egy újrakiadás jelent meg, melyre bónuszként a Sirens című dal koncertfelvétele mellett egy Fighting for Your Love című dal is felkerült.
2002-ben egy újabb kiadás látott napvilágot a Metal Blade Records jóvoltából, melyre a Metalhead, a Before I Hang és a Stranger in the Dark dalok demóverziói kerültek fel.

## Számlista
| #  | Cím                       | Szerző(k)                             | Hossz |
| -- | ------------------------- | ------------------------------------- | ----- |
| 1. | The Dungeons Are Calling  | Jon Oliva, Criss Oliva, Keith Collins | 4:55  |
| 2. | By the Grace of the Witch | Jon Oliva, Criss Oliva                | 3:16  |
| 3. | Visions                   | Jon Oliva, Criss Oliva                | 3:05  |
| 4. | Midas Knight              | Jon Oliva, Criss Oliva, Keith Collins | 4:24  |
| 5. | City Beneath the Surface  | Jon Oliva, Criss Oliva                | 5:49  |
| 6. | The Whip                  | Jon Oliva                             | 3:31  |

| 7. | Fighting for Your Love   | Jon Oliva, Criss Oliva | 3:20 |
| 8. | Sirens (koncertfelvétel) | Jon Oliva, Criss Oliva | 3:21 |

| 7. | Metalhead (Demo)            | Jon Oliva, Criss Oliva | 4:46 |
| 8. | Before I Hang (Demo)        | Jon Oliva, Criss Oliva | 4:12 |
| 9. | Stranger in the Dark (Demo) | Jon Oliva, Criss Oliva | 5:01 |

## Közreműködők
Érdekesség, hogy a lemezen olvasható listán a tagokhoz nem a hangszereiket, hanem maguk által kitalált megjelöléseket társítottak.
- Jon Oliva – Shrieks of Terror (ének)
- Criss Oliva – Metalaxe (gitár és vokál)
- Keith Collins – The Bottom End ( basszusgitár, háttérvokál)
- Steve Wacholz – Barbaric Cannons (dob, ütőhangszerek)

## Produkció
- Danny Johnson – Producer
- Jim Morris – hangmérnök
- Terry Oakes – borító
- Mike Fuller – maszterizálás
- Eddy Schreyer – maszterizálás (újrakiadásokon)